# AZS-AWF Gorzów Wielkopolski (kajakarstwo)
Sekcja kajakarska KS AZS-AWF Gorzów Wielkopolski – sekcja uczelnianego klubu sportowego działającego przy Zamiejscowym Wydziale Kultury Fizycznej w Gorzowie Wielkopolskim.

## Osiągnięcia
Medale sekcji kajakarskiej AZS-AWF w latach 2012–2023:
| Ranga imprezy                  | Ilość medali |
| ------------------------------ | ------------ |
| Igrzyska olimpijskie           | 4            |
| Igrzyska europejskie           | 3            |
| Mistrzostwa świata             | 23           |
| Mistrzostwa Europy             | 13           |
| Młodzieżowe mistrzostwa świata | 4            |
| Mistrzostwa świata juniorów    | 1            |
| Młodzieżowe mistrzostwa Europy | 9            |
| Mistrzostwa Europy juniorów    | 0            |
| Mistrzostwa Polski seniorów    | 106          |
| Puchar Polski                  | 7            |